# Chamaesaracha cernua
Chamaesaracha cernua är en potatisväxtart som först beskrevs av Donnell Smith, och fick sitt nu gällande namn av A.T. Hunziker. Chamaesaracha cernua ingår i släktet Chamaesaracha och familjen potatisväxter. Inga underarter finns listade i Catalogue of Life.